# کارلوس وینیسیوس
کارلوس وینیسیوس (انگلیسی: Carlos Vinícius؛ زادهٔ ۲۵ مارس ۱۹۹۵) بازیکن فوتبال اهل برزیل است.
از باشگاه‌هایی که در آن بازی کرده‌است می‌توان به ریو آوه، موناکو، بنفیکا و تاتنهام هاتسپر اشاره کرد.